# Ef – a fairy tale of the two.
ef – a fairy tale of the two. ist ein Erogē-Ren’ai-Adventure (Eigenbezeichnung: Interactive Novel) in zwei Teilen der Firma Minori aus den Jahren 2006 und 2008. Vor der Fertigstellung des Spiels wurde jedoch bereits ein Manga und eine Kurzgeschichtensammlung veröffentlicht, später folgte eine Verfilmung als Anime-Serie, sowie zwei Light Novels.

## Spielmechanik und Inhalt
Das Spiel besteht aus zwei Teilen, die sich in jeweils drei Kapitel gliedern. Der erste Teil, ef - the first tale., konzentriert sich auf Yūko Amamiya (Prolog), Hiro Hirono und Miyako Miyamura (Kapitel 1), sowie Kyōsuke Tsutsumi und Kei Shindō (Kapitel 2). In ef - the latter tale., dem zweiten Teil, geht es um die Charaktere Renji Asō und Chihiro Shindō (Kapitel 3), Shūichi Kuze und Mizuki Hayama (Kapitel 4), sowie als Einschub in Kapitel 4 Yū Himura und Yūko Amamiya (final chapter). Dabei bietet das erste Kapitel eine Einführung in das Szenario in der Stadt Otowa und die Charaktere. Die folgenden fünf Kapitel beinhalten die Geschichte jeweils eines Paares.
Jedes der fünf Hauptkapitel wird aus der Sicht eines (z. B. Kapitel 1) oder mehrerer Charaktere (z. B. Kapitel 4) erzählt und handelt von der Entwicklung der Beziehung eines der Mädchen zu einem der männlichen Charaktere. Die Kapitel tragen die Namen des jeweiligen Mädchens. Dabei besteht der Spielablauf vor allem aus Animationen und Gesprächen. Einige wenige Male muss der Spieler Entscheidungen treffen, die die Handlung voranbringen oder zu einem schlechteren Ende führen. Wurden Entscheidungen richtig getroffen, wird das Kapitel mit der Darstellung von Geschlechtsverkehr zwischen den Protagonisten abgeschlossen. Teilweise gibt es auch schon vor diesem Ende H-Szenen (Hentai-Szenen, also Geschlechtsverkehr).
Nach Abschluss des jeweiligen Teiles werden Extras (Memories) freigeschaltet, die für jedes Kapitel über 100 Einzelbilder aus dem Spiel (oft mit allen Gesichtsanimationen) und events (die kompletten H-Szenen) sowie die Musik (28 Tracks in ef - the first tale; 14 Tracks in ef - the latter tale) enthalten.

## Entwicklung und Veröffentlichung
2004 begann die Entwicklung des Spiels bei Minori unter der Leitung von Nobukazu „nbkz“ Sakai.
Die Handlung wurde entwickelt von dem Szenaristen Mikage (御影), der zuvor teilweise an Spielen des Entwicklers Circus wie Suika und D.C. – Da Capo beteiligt war, in Kollaboration mit dem freischaffenden, jedoch eng mit Minori zusammenarbeitenden, Szenaristen Yū Kagami (鏡遊) entwickelt.
Zuerst wurde Geschichte jedoch im Februar 2005 im Manga-Magazin Dengeki Comic Gao! des Verlags Media Works (heute: ASCII Media Works) veröffentlicht, wobei die Zeichnungen von Yū Kagami stammen. Nach Einstellung des Magazins im Februar 2008 wechselte die Reihe in das Magazin Dengeki Daioh beim selben Verlag, wo sie bisher (Juli 2010) in neun Sammelbänden zusammengefasst wurde.
Im Juni 2006 folgte dann der Start der Kurzgeschichtensammlung ef – a fairy tale of the two another tale in Kadokawa Shotens Magazin Comptiq, die bis Juni 2008 erschien. Der Text stammt auch hier von Mikage und Yū Kagami, die Illustrationen wurden von Naru Nanao (七尾 奈留), 2C Galore (2C=がろあ) und Shōna Mitsuishi beigesteuert.
Am 22. Dezember 2006 erschien schließlich der erste Teil namens ef – the first tale. des Computerspiels für den PC. Der zweite teil ef – the latter tale. folgte am 30. Mai 2008. Regie führte Mikage, der mit Yū Kagami auch das Szenario beisteuerte. Naru Nanao war für das Charakterdesign der weiblichen Charaktere und 2C Galore für das der männlichen Figuren verantwortlich. Die Musik wurde komponiert von Tenmon, beim zweiten Teil in Zusammenarbeit mit Eiichirō Yanagi. Makoto Shinkai animierte in Zusammenarbeit mit dem Studio Ajia-dō den Vorspann beider Spiele und Shin Ōnuma war Regisseur für den Abspann des zweiten Teils.
Am 26. September 2010 wurde verkündet, das minori durch MangaGamer eine englischsprachige Lokalisierung auf der Basis der Fanübersetzung der kanadischen Gruppe No Name Losers (NNL) veröffentlichen wird. Dem Voraus ging ursprünglich eine Abmahnung seitens minori wegen Urheberrechtsverletzung an NNL ihre Fanübersetzungen an ef und weiteren Titeln als einzustellen, wobei minori bei einer wiederholten Abmahnung im Juli 2010 anbot, dass NNL eine Lizenz erwerben könne und beide Parteien in Verhandlungen eintraten. Die Veröffentlichung ist für den 27. Juli 2012 geplant.

## Adaptionen

### Anime
2007 wurde von Studio Shaft unter der Regie von Shin Ōnuma, der bereits für das Abspannvideo von ef – the latter tale. verantwortlich war, eine 12-teilige Fernsehserie ef – a tale of memories. zum Spiel produziert. Das Charakterdesign entwarf Nobuhiro Sugiyama und die künstlerische Leitung übernahm Megumi Katō. Die Serie wurde vom 7. Oktober bis zum 23. Dezember 2007 nach Mitternacht (und damit am vorherigen Fernsehtag) von Sun TV erstausgestrahlt, TV Kanagawa folgte mit einer Stunde Versatz, TV Saitama und KBS Kyōto mit einem bzw. zwei Tagen. Ab 22. Oktober 2007 wurde die Staffel auch landesweit auf AT-X ausgestrahlt.
Eine zweite Serie namens ef – a tale of melodies. mit demselben Stab und ebenfalls 12 Folgen wurde exakt ein Jahr später vom 7. Oktober bis zum 23. Dezember 2008 nach Mitternacht ausgestrahlt, hier zuerst auf TV Kanagawa; KBS Kyōto und Sun TV folgten mit einem Tag Versatz und landesweit erschien sie ab 14. November 2008 wiederum auf AT-X.

#### Synchronisation
| Rolle            | Japanischer Sprecher (Seiyū) |
| ---------------- | ---------------------------- |
| Hiro Hirono      | Hiro Shimono                 |
| Yūko Amamiya     | Yumiko Nakajima              |
| Miyako Miyamura  | Hiroko Taguchi               |
| Kei Shindō       | Junko Okada                  |
| Renji Asō        | Motoki Takagi                |
| Chihiro Shindō   | Natsumi Yanase               |
| Kyōsuke Tsutsumi | Yūki Tai                     |

#### Musik
Die Musik der Serie wurde komponiert und produziert von Eiichirō Yanagi und Tenmon. Das Vorspannlied der ersten Staffel ist euphoric field von Tenmon feat. Elisa, für die letzte Folge wurde eine japanischsprachige Version verwendet. Die Abspanne wurden unterlegt mit folgenden Titeln:
- I'm here von Hiroko Taguchi
- euphoric field von Tenmon feat. ELISA
- Kizamu Kisetsu von Junko Okada
- Sora no Yume von Natsumi Yanase
- Yūkyū no Tsubasa 07mix von Yumiko Nakajima

Die Folgen der zweiten Staffel beginnen mit dem Lied ebullient future von Tenmon und ELISA, wobei hier vier verschiedene Versionen Verwendung fanden. Die Lieder für die Abspanne sind:
- Egao no Chikara von Mai Goto
- Negai no Kakera von Yumiko Nakajima
- ebullient future von ELISA
- ever forever von Mai Goto, Yumiko Nakajima, Hiroko Taguchi, Junko Okada, Natsumi Yanase

### Light Novel
Zwei Light Novels erschienen 2007 unter den Titeln MIYAKO ef – a fairy tale of the two. und KEI ef – a fairy tale of the two. 2 bei Fujimi Shobō. Sie wurden geschrieben von Yū Kagami und illustriert von Kinusa Shimotsuki, wobei die Cover-Illustrationen jedoch von Naru Nanao stammen.

### Internetradiosendung
Die erste Internetradiosendung zum Spiel unter dem Titel Omoshiro Minori Hōsōkyoku (おもしろミノリ放送局) wurde von Oktober 2006 bis Juni 2007 jeden Freitag ausgestrahlt. Sie wurde produziert und finanziert von den Unternehmen Onsen, Cospa und Minori. Die Ausstrahlung der zweiten Serie mit dem Titel Yumiko & Yūna no Ef Memo Radio (ゆみこ&ゆうなのえふメモらじお) begann Ende Juni 2007, diese orientierte sich mehr am Anime.

### Hörspiele
Von Oktober 2006 bis April 2007 veröffentlichte Frontier Works eine Serie von Hörspielen zum Spiel auf CD. Im November 2007 und Januar 2008 folgten Special-CDs. Die Stimmen der weiblichen Charaktere sind dabei die gleichen wie im Spiel, jedoch wird Hiro von Takashi Shōman und Kyōsuke von Shō Shiroki gesprochen.